# 桜井千寿
桜井 千寿（さくらい ちず、1979年5月21日 - ）は、日本の元女優、元モデル。神奈川県横須賀市出身。身長151cm。スリーサイズB72cm・W59cm・H79cm、靴のサイズ22cm。血液型A型。元クィーンズアベニュー所属。

## 来歴
2010年11月19日に入籍、挙式をしたことを11月21日付けのブログで発表している。
2012年に女児を出産する。
2015年5月、クィーンズアベニューに移籍した。その後時期は不明だが、事務所のホームページから削除されている。

## 人物
- ネイル検定2級の資格を持つ[1]。

## 出演

### テレビドラマ
- 神様、何するの…（2003年、フジテレビ系）- 音羽メグ 役
- FIRE BOYS 〜め組の大吾〜 第8話（2004年、フジテレビ系）- 千絵 役
- 電車男（2005年、フジテレビ系）- 橋爪涼子 役
- 小早川伸木の恋（2006年、フジテレビ系）- 看護師・千夏 役
- のだめカンタービレ（2006年、フジテレビ系）- 相沢舞子 役
- 恋話 〜ハナの恋物語〜第1話（2007年、テレビ朝日系）
- 恋する日曜日 第3シリーズ 第20話（2007年、BS-i）- みなこ 役
- ガリレオ 第7話（2007年11月26日、フジテレビ系） - 瀬戸冬美 役
- 女子大生会計士の事件簿 第9話「遠い夏の日の酔夢譚」（2008年12月3日、BS-i）- 彌彦天香 役
- わが家の歴史（2010年、フジテレビ）
- ミエリーノ柏木 第2話（2013年1月18日、テレビ東京系） - 田村の妻 役
- デート〜恋とはどんなものかしら〜 第8話（2015年3月9日、フジテレビ系） - 洋菓子店の客 役

### CM
- 佐藤製薬 ストナ（2008年）
- ユニ・チャーム マミーポコパンツ（2013年）
- ライオン ハイジア除菌・消臭スプレー（2014年）
- 健康コーポレーション 「どろあわわ」(2016年) - 体験者として出演

### 映画
- AYA（2004年）
- 死づえ3〜呪縛病棟〜（2006年）※主演
- 舞妓Haaaan!!!（2007年）
- テルマエ・ロマエ （2012年） - 金精様にのる女性 役

### 舞台
- PROPAGANDA STAGE サマーデイズ（2004年7月、東京芸術劇場小ホール1）松浦瞳子/高山琴子役
- HELLO WORK（2011年5月、ワーサルシアター八幡山劇場）

### 雑誌
- 光文社「JJ」（2004年）- Sサイズモデル
- ベルシステム24「ビーズアップ」（2005年 - ）- 専属モデル

### その他
- ネイルサロン・ピンクフラミンゴ（2005年 - ）- イメージキャラクター